# De oorlog der werelden
De oorlog der werelden (Engels: The War of the Worlds) is een sciencefictionroman uit 1898 van H.G. Wells die gaat over een invasie van buitenaardse wezens in Engeland. Het is een van de oudste en bekendste werken over een buitenaardse invasie en heeft vele andere auteurs geïnspireerd. Van het verhaal is een hoorspel gemaakt en het verhaal is meerdere malen verfilmd.

## Verhaal
Het verhaal speelt zich af begin 20e eeuw en wordt verteld vanuit het perspectief van een niet bij naam genoemde verteller (vermoedelijk een fictieve versie van Wells zelf). De verteller wordt uitgenodigd op een observatorium in Ottershaw door Ogilvy, een "bekende astronoom". In het observatorium ziet hij een explosie op het oppervlak van de planeet Mars, een gebeurtenis die veel interesse heeft in wetenschappelijke kringen. Korte tijd later landt er een “meteoor” op Horsell Common, vlak bij Londen. Het huis van de verteller bevindt zich dicht bij de plaats van de inslag, en hij is een van de eersten die ontdekt dat het geen meteoor is maar een metalen cilinder die is neergestort. De cilinder opent zich en Martianen komen eruit: logge wezens met tentakels die overal in de krater rondom de cilinder vreemde machines bouwen. Mensen die de krater te dicht naderen worden meteen uitgeschakeld met de hittestraal, een laserachtig wapen.

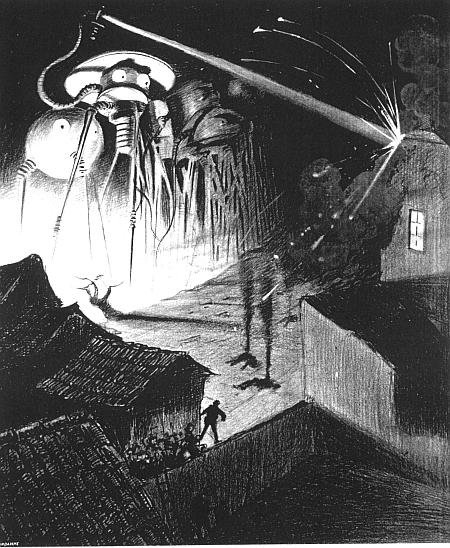
De Martianen vallen aan

Na deze eerste aanval van de Martianen neemt de verteller zijn vrouw mee naar Leatherhead waar ze bij familieleden kan blijven totdat de Martianen zijn uitgeschakeld. Maar zodra de verteller weer thuiskomt, ziet hij dat de Martianen torenhoge oorlogsmachines hebben gebouwd: de driepoten. Deze machines, gewapend met hittestralen en een chemisch wapen, genaamd de zwarte rook, maken korte metten met het Engelse leger dat naar de krater was opgetrokken. De verteller ontmoet een soldaat die zich heeft teruggetrokken. Deze vertelt hem dat er nog een cilinder is geland tussen Woking en Leatherhead, waardoor de verteller zijn vrouw niet meer kan bereiken. De twee mannen proberen te ontkomen, maar raken elkaar kwijt tijdens een Martiaanse aanval op Shepperton.
Meer en meer cilinders landen overal in Engeland, en een massa-evacuatie van Londen wordt op touw gezet. Een van de vluchtende inwoners is de broer van de verteller. De mensen vluchten via een schip het Kanaal over naar het vasteland van Europa. Hun aftocht wordt gedekt door een marineschip, de HMS Thunder Child. Deze slaagt erin twee driepoten te verwoesten alvorens zelf het onderspit te delven.
De verteller zelf kan Engeland niet meer tijdig ontvluchten en komt vast te zitten in een half verwoest gebouw vlak bij de krater van een van de laatste cilinders. Hier ziet hij met eigen ogen hoe de Martianen zich voeden met menselijk bloed via een directe transfusie. Hij is niet alleen in het gebouw. Er zit ook een geestelijke wiens intellect en logisch denken een harde klap hebben opgelopen door de Martiaanse aanval. Zijn irrationele gedrag maakt dat de Martianen hem ontdekken en gevangennemen, en de verteller zelf kan maar ternauwernood ontsnappen aan hetzelfde lot.
Nadat de Martianen eindelijk verder trekken, reist de verteller af naar het verlaten Londen, waar hij tot zijn verbazing ontdekt dat de Martianen allemaal plotseling zijn overleden. De oorzaak hiervan is dat ze geen weerstand hebben tegen aardse microben en bacteriën. Overal in Engeland ondergaan de Martianen hetzelfde lot. De verteller zelf wordt onverwacht herenigd met zijn vrouw.
De Martiaanse aanval is voorbij, maar heeft duidelijk zijn sporen nagelaten. De kijk die de mens op het universum heeft is nu drastisch veranderd.

## Gebeurtenissen

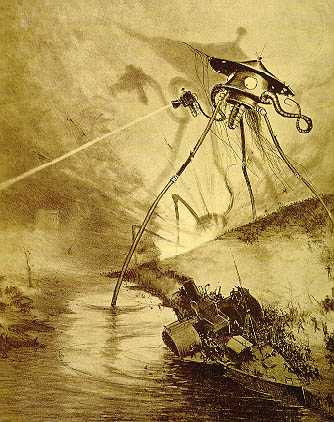
Een driepoot op een afbeelding uit De oorlog der werelden

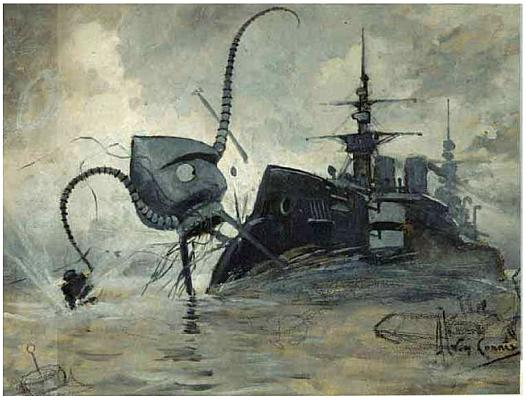
Driepoot in gevecht met de Thunderchild. Afbeelding door Henrique Alvim Corrêa

In de roman worden 10 landingen van Martiaanse cilinders beschreven, beginnend in “juni, begin 20e eeuw”:
- Eerste landing (dag 1): Horsell Common.
- Tweede landing (dag 2): Addlestone Golf links.
- Derde landing (dag 3): Pyrford.
- Vierde landing (dag 4): Bushey Heath.
- Vijfde landing (dag 5): Sheen.
- Zesde landing (dag 6): Wimbledon.
- Zevende landing (dag 7): Primrose Hill, Londen.
- 8e, 9e, 10e landingen (Dagen 8, 9, 10): landingsplaatsen onbekend, maar mogelijk in en rond Londen.

De oorlog zelf duurt twee weken:
- Op dagen 1 en 2 stellen de Martianen het gebied rond Woking veilig voor zichzelf.
- Op dag 3 beginnen ze hun eerste grote aanval, waaronder de eerste aanval op Londen.
- Op dag 4 breekt in Londen de grote paniek en massa-evacuatie uit. De Martianen bereiken het stadscentrum.
- Op dag 5 komt de verteller vast te zitten door de vijfde Martiaanse landing.
- Op dag 6 is de stad Londen geheel bezet door de Martianen. Die dag vinden ook de vlucht over het kanaal en de ondergang van de Thunderchild plaats.
- Op de dagen 5 t/m 18 zit de verteller vast in een gebouw vlak naast een krater.
- Op dag 10 (vermoedelijk) vallen de Martianen Leatherhead aan (waar de verteller zijn vrouw heen had gestuurd). De vrouw van de verteller kan voor de aanval ontkomen.
- Op dagen 19 en 20 kan de verteller eindelijk zijn schuilplaats verlaten en reist naar Londen.
- In de nacht van de 20e op de 21 dag sterven de Martianen.

## Wetenschappelijke voorspellingen en accuraatheid
In het midden van de negentiende eeuw namen Italiaanse astronomen lijnen waar op het oppervlak van Mars. Ze gebruikten hiervoor de term canali (Italiaans voor “kanalen”, wat zowel kan slaan op kunstmatige als natuurlijke waterlopen). Dit werd in het Engels verkeerd vertaald als “canal” (kanaal, maar dan als kunstmatige waterloop), wat ertoe leidde dat men dacht dat er intelligent leven voorkwam op de planeet.
Wells beschrijft dat de Martianen hun cilinders naar de Aarde sturen door ze af te schieten met een groot kanon. Dit was rond die tijd nog een standaard interpretatie van ruimtereizen, en kwam ook voor in andere sciencefictionwerken van toen.
Militaire wetenschappers van eind 19e, begin 20e eeuw hadden als speculaties over het bouwen van een gevechtsmachine of land dreadnought. Wells' concept van de driepoten die de Martianen gebruiken zijn in feite een ultieme interpretatie van deze plannen.

## Interpretaties
H.G. Wells was een sterke aanhanger van de evolutietheorie en zag dat iedere soort verwikkeld was in een constante strijd om te overleven. In zijn boek is het conflict tussen de mensen en martianen in feite een soortgelijke strijd, maar dan op grote schaal.
De sciencefictionauteur Isaac Asimov argumenteerde dat het boek bestemd was om de Europese kolonisaties in Afrika, Azië en Australië aan de kaak te stellen. De Europeanen waren technologisch meer geavanceerd dan de oorspronkelijke bewoners van de gekoloniseerde landen, en gedroegen zich zeker in het begin wreed. Wells introduceerde deze achterliggende gedachte zelf in het eerste hoofdstuk van de roman. Hierin herinnert hij de lezers eraan dat voordat ze de martianen te hard beoordelen om hun daden, ze niet moeten vergeten wat voor wreedheden mensen zelf hebben aangericht in andere landen. Het volledige citaat luidt:

"And before we judge them [the Martians] too harshly, we must remember what ruthless and utter destruction our own species has wrought, not only upon animals, such as the vanished bison and the dodo, but upon its own inferior races. The Tasmanians, in spite of their human likeness, were entirely swept out of existence in a war of extermination waged by European immigrants, in the space of fifty years. Are we such apostles of mercy as to complain if the Martians warred in the same spirit?"
— Chapter I, "The Eve of the War"

Verder zit er een klein autobiografisch element in het boek: Wells liet namelijk veel van de Martiaanse aanvallen en vernietigingen plaatsvinden op plekken waar hij een ongelukkige jeugd had gehad.
Het boek kan ook worden opgevat als een bericht dat de planeet Aarde niet als veilige woonplaats kan worden gezien.

## Relaties met “invasieliteratuur”
Onderzoekers hebben ontdekt dat Wells’ boek overeenkomsten vertoont met een sub-genre bekend als “Invasieliteratuur” (Engels: Invasion literature); een genre dat in de jaren voor de Eerste Wereldoorlog veel voorkwam in Westerse boeken, en dat inspeelde op de toenemende spanningen tussen verschillende landen.
De meeste van deze boeken hadden als plot dat legers elkaars landen binnenvielen. Well’s boek vertoont overeenkomsten met The Battle of Dorking (1871) door George Tomkyns Chesney: in beide boeken wordt Engeland aangevallen door een meedogenloze vijand middels een verrassingsaanval die niet door het Britse leger kan worden gestopt.
Er zijn ook overeenkomsten tussen Wells’ boek en het succesvolle boek The Great War in England in 1897, gepubliceerd vier jaar eerder (1894) door William Le Queux.

## Bewerkingen

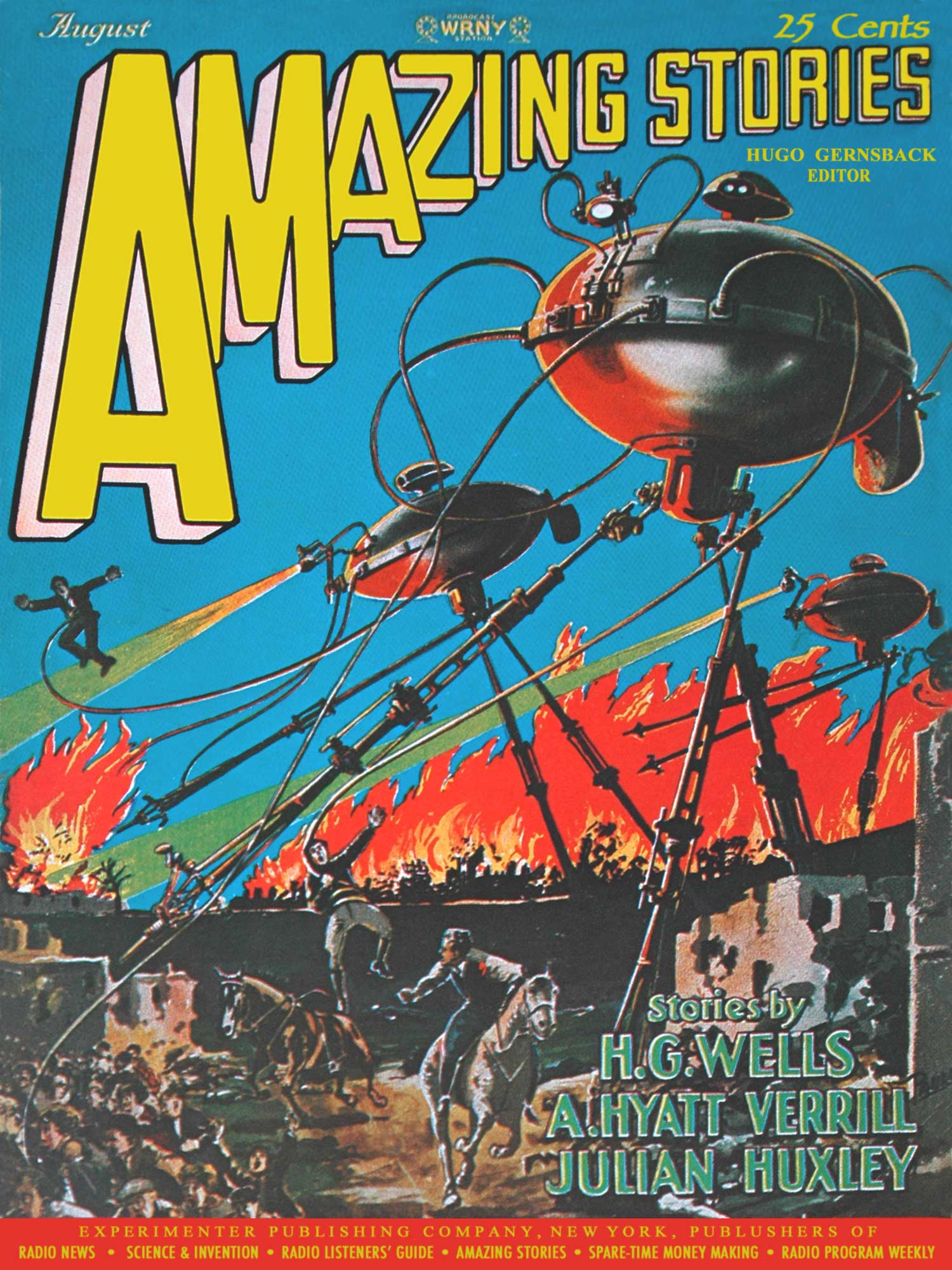
De oorlog der werelden als stripverhaal in het tijdschrift Amazing Stories, 1927.

De oorlog der werelden is vele malen overgezet van boek naar andere media. In de meeste van deze bewerkingen werden de tijd en locatie waar het verhaal zich afspeelt gemoderniseerd om meer aan te sluiten bij een nieuw publiek. Een selectie ervan staat hieronder (zie de infobox onderaan dit artikel voor een volledige lijst).
- Orson Welles’ hoorspel uit 1938
- De film uit 1953, geproduceerd door George Pal
- een radioversie van WKBW in 1968
- Jeff Wayne’s musicalversie uit 1978 (In 2012 kwam een heruitgave uit: The New Generation.)
- een tv-serie uit 1988
- een arcadespel
- een radioversie van de NPR
- Jeff Wayne's War of the Worlds, een computerspel uit 1998
- Volume 2 of The League of Extraordinary Gentlemen, een stripboek
- de bioscoopfilm uit 2005, geregisseerd door Steven Spielberg
- Een film uit 2005, geregisseerd door Timothy Hines
- Een derde film uit 2005, geregisseerd door David Michael Latt
- The Art of H. G. Wells door Ricardo Garijo, de derde in de serie van ruilkaarten uitgebracht in 2005 is The War of the Worlds
- een graphic novel uit 2006
- War of the Worlds: een Frans/Britse tv-serie uit 2019

## Invloed
Het thema van een buitenaardse aanval is sinds de publicatie van Wells’ boek populair gebleven. Het heeft vele schrijvers, tekenaars en filmmakers geïnspireerd. Een voorbeeld is de jeugd trilogie The Tripods van Samuel Youd onder zijn pseudoniem John Christopher, in het Nederlands vertaald onder de titels: De witte bergen (1967), De stad van goud en lood (1967) en De vuurpoel (1968).
Veel andere films en werken over buitenaardse invasies hebben overeenkomsten met De oorlog der werelden, vooral het onverwachte en weinig glorieuze overlijden van de Martianen.
Ook het idee van mecha’s is afkomstig uit De oorlog der werelden. De AT-AT walkers uit The Empire Strikes Back waren losjes gebaseerd op de wandelende oorlogsmachines uit De oorlog der werelden. Ook op driepoten lijkende machines duiken veel op in andere media, waaronder computerspellen.

## Sequels door andere auteurs
H.G. Wells heeft zelf nooit een vervolg geschreven op De oorlog der werelden, maar een aantal andere schrijvers wel. Deze verhalen vertellen vaak hoe de invasie in andere delen van de wereld is verlopen, daar Wells’ boek zich beperkt tot Engeland.
Twee van deze sequels zijn:
- "Night of the Cooters" door Howard Waldrop, waarin de Martianen in Texas landen.
- "Foreign Devils" door Walter Jon Williams, speelt zich af in China.

War of the Worlds: Global Dispatches, opgesteld door Kevin J. Anderson, is een anthologie van zulke verhalen (ISBN 0-553-10353-9).
Binnen zes weken nadat de roman in tijdschriftformaat was uitgegeven begon de New York Journal American met een vervolg getiteld Edison's Conquest of Mars door Garrett P. Serviss. Hierin nemen de mensen wraak door een tegenaanval op Mars te lanceren, onder leiding van Thomas Edison.
Eric Brown schreef een kort verhaal getiteld "Ulla, Ulla" (2002), over een expeditie naar Mars waar de onderzoekers de waarheid achter Wells’ roman vinden.
De Franse-Canadese auteur Jean-Pierre Guillet schreef een sequel getiteld La Cage de Londres, ("De Kooi van Londen"). Hierin plannen de Aliens hun wraak en komen beter voorbereid terug naar de Aarde.
Manly en Wade Wellamn schreven Sherlock Holmes's War of the Worlds, die Sherlock Holmes’ kant van het originele verhaal vertellen.
In de jaren 70 introduceerde Marvel Comics een personage genaamd Killraven Warrior of the Worlds die (in een alternatieve tijdlijn) gevochten had tegen de Martianen uit Wells’ boek tijdens hun tweede invasie op Aarde in het jaar 2001. Hij verscheen voor het eerst in Amazing Adventures volume 2 #18.
DC Comics publiceerde het verhaal Superman: War of the Worlds (1998), waarin de Golden Age versie van superman de Martianen bevecht in Amerika.